# Soleil (film 1997)
Soleil (Soleil) è un film drammatico del 1997 diretto da Roger Hanin e con protagonista Sophia Loren.
Hanin, noto perlopiù come attore, in questa sua ultima regia porta sullo schermo una storia basata su ricordi personali (egli nacque infatti in Algeria da una famiglia di ebrei sefarditi). 

## Trama
A Parigi, Meyer Lévy, un famoso cardiologo, ha un infarto. Immobilizzato su una poltrona, ricorda la sua infanzia in Algeria, all'inizio degli anni Quaranta. Suo padre, costretto a nascondersi a causa delle leggi antiebraiche promulgate dal regime di Pétain, si trasferisce in Francia sotto falso nome. Sua madre, Titine, alleva i cinque figli tra mille ristrettezze economiche. Il secondogenito Meyer, studente eccellente, sogna di diventare medico e intanto milita con dei coetanei comunisti.